# Physician assistant
Een physician assistant, afgekort tot PA, is een medisch zorgprofessional, die medische taken overneemt van een geneeskundig specialist. Een PA is bevoegd voor het zelfstandig stellen van medische diagnoses en het zelfstandig behandelen van patiënten.
De physician assistant kan werkzaam zijn binnen elk medisch specialisme en elk geneeskundig domein. De werkzaamheden zijn divers. Hiertoe behoren het houden van spreekuren, medisch onderzoek uitvoeren/voorschrijven en interpreteren, behandelplannen opstellen, medicatie voorschrijven, spoedeisende hulp verlenen, triage en patiëntenzorg coördineren, het opzetten en uitvoeren van medisch wetenschappelijk onderzoek, geven van medisch onderwijs, opstellen van medische protocollen, bijdragen aan de ontwikkeling van medische richtlijnen, medisch technische verrichtingen uitvoeren en opereren. De zorg die een PA kan verlenen hangt af van kennis en ervaring.

## Geschiedenis
Het beroep bestaat in de Verenigde Staten sinds de jaren 1960, toen het werd ingesteld om een tekort aan artsen te verlichten. De functie werd in Nederland omstreeks het jaar 2000 geïntroduceerd, naar het voorbeeld uit de Verenigde Staten. De eerste opleiding in Nederland startte in 2001 en de eerste Nederlandse PA's studeerden in 2003 af.

## Nederland
De PA's zijn in Nederland sinds 15 mei 2018 in het BIG-register opgenomen. De eisen voor herregistratie staan in het beoordelingskader.
Er waren in Nederland in 2018 ongeveer 1200 PA's werkzaam en er werden ongeveer 375 opgeleid. Jaarlijks begonnen ongeveer 250 studenten de opleiding. Deze bestaat uit een master-in-science-(MSc)-programma van 2,5 jaar, niveau NLQF 7, en is toegankelijk voor studenten die een afgeronde opleiding in de gezondheidszorg op minimaal hbo-niveau hebben en ten minste twee jaar werkervaring in de directe patiëntenzorg.
In 2004 is door physician assistants de belangenorganisatie Nederlandse Associatie Physician Assistants NAPA opgericht. Ze heeft als aandachtsgebieden onder andere de verdere ontwikkeling van het beroep PA, ontwikkelen van richtlijnen, de profilering van het beroep in de samenleving en verbetering van de naamsbekendheid.

## België
Het beroep van PA is in België is nog niet wettelijk toegestaan.